# ホヴェールラ山
ホヴェールラ山（ホヴェールラさん、ウクライナ語: Говерла）は、ウクライナの最高峰。カルパティア山脈にあり、高さは2,061mである。イヴァーノ＝フランキーウシク州とザカルパッチャ州の州境、ラーヒウ地区、チョルノホーラ山系に位置している。ウクライナのカルパティア国立自然公園に属している。

## 概要
ホヴェールラ山は砂岩と礫岩で形成された円錐形の山である。斜面には更新世の氷河の痕跡が残っている。山腰は椈や唐檜の森林に覆われ、森林の上に高山草原が広がっている。麓の東部にはプルト川の泉と滝がある。
19世紀末以来、ホヴェールラ山は人気の観光スポットである。現在、登山ルートは三つが開発されている。しかし、観光施設が十分に設置されていないことや、登山者数を制限する規則がないころなどから、山の汚染化が進んでおり、環境悪化が懸念される。
ホヴェールラ山はウクライナの最高山であるため、しばしウクライナの象徴として紹介されている。山の天辺にはウクライナの国旗があげられ、ウクライナの国章を刻んだ記念碑も建てられている。そのためにホヴェールラ山は、反ウクライナ主義を唱える団体による荒らし行為の対象となることがある。